# James Lafferty
James Martin Lafferty (Hemet, Kalifornia, 1985. július 25. –) amerikai színész.

## Élete és pályafutása
A kaliforniai Hemetben született és nőtt fel, ahol a középiskolai kosárcsapatban játszott. Édesanyja bátorította őt és testvérét, Stuartot a színészetre. Stuart szerepelt a Tuti gimi egyik részében, ahol bátyja volt a főszereplő.
12 évesen a hangját kölcsönözte a Karácsonyi kívánság című animációs filmben. 2001-ben, 16 évesen feltűnt a Boston Public, az Emeril és a Még egyszer és újra című sorozatokban.
2003–2012 között a Tuti gimi című sorozatban szerepelt, melyben a kosárlabdázó Nathan Scottot alakította.

## Filmográfia

### Film
| Év   | Magyar cím                  | Eredeti cím                                       | Szerep                 | Magyar hang   |
| ---- | --------------------------- | ------------------------------------------------- | ---------------------- | ------------- |
| 1997 | Karácsonyi kívánság         | Annabelle's Wish                                  | Buster Holder (hangja) |               |
| 2003 |                             | Boys on the Run                                   | Joe Ferguson           |               |
| 2009 |                             | S. Darko                                          | Justin Sparrow         |               |
| 2011 | A Pokol Kapujának legendája | The Legend of Hell's Gate: An American Conspiracy | Eigson Howard          |               |
| 2013 |                             | Lost on Purpose                                   | Fever                  |               |
| 2014 | Oculus                      | Oculus                                            | Michael Dumont         | Sörös Miklós  |
| 2015 | A Waffle Street farkasa     | Waffle Street                                     | Jimmy Adams            | Fehér Tibor   |
| 2017 |                             | Small Town Crime                                  | Tony Lama              |               |
| 2024 | A bosszú vérvörös keze      | Red Right Hand                                    | Lazarus                | Hamvas Dániel |

### Televízió
| Év        | Magyar cím                  | Eredeti cím                | Szerep          | Megjegyzések                                    |
| --------- | --------------------------- | -------------------------- | --------------- | ----------------------------------------------- |
| 1999      | Légy valódi!                | Get Real                   | Billy           | 1 epizód                                        |
| 2001      |                             | Emeril                     | James Lagasse   | 1 epizód                                        |
| 2001      |                             | Boston Public              | Michael Scott   | 1 epizód                                        |
| 2001–2002 | Még egyszer és újra         | Once and Again             | Tad             | 4 epizód                                        |
| 2002      |                             | Prep                       | Jackson         | eladatlan próbaepizód                           |
| 2002      | Az igazság napja            | First Monday               | Andrew          | 1 epizód                                        |
| 2002      |                             | A Season on the Brink      | Steve Alford    | tévéfilm                                        |
| 2003–2012 | Tuti gimi                   | One Tree Hill              | Nathan Scott    | - főszereplő - magyar hangja: - Pálmai Szabolcs |
| 2014      | Krízis                      | Crisis                     | Mr. Nash        | főszereplő (13 epizód)                          |
| 2016      |                             | Underground                | Kyle Risdin     | visszatérő szereplő (6 epizód)                  |
| 2018      | A Hill-ház szelleme         | The Haunting of Hill House | Ryan            | minisorozat (4 epizód)                          |
| 2020      | A Mercury-program űrhajósai | The Right Stuff            | Scott Carpenter | főszereplő                                      |
| 2021–     |                             | Everyone Is Doing Great    | Jeremy Davis    | főszereplő                                      |
| 2022      |                             | All American               | Connor Murphy   | 1 epizód                                        |